# Mary's
Mary's er et moderne arkadecenter, der ligger på strøget i Vejle. 
Første etape af Mary's åbnede 2. februar 2008. Anden etape skulle være åbnet i 2009, men blev dog ramt af den verdensomspændte finanskrise. I juli 2011 bliver 2. etape af Mary's anlagt som en ny strøggade, der ikke indeholder alle elementer fra den oprindelige plan.
Mary's har siden åbningen haft problemer med at fylde de 50 lejemål ud og har på nuværende tidspunkt 10. august 2011 8 butikker samt 2 restauranter.
Mary's er integreret i den oprindelige bybebyggelse i Vejle, hvilket gør det arkitektonisk interessant. En lignende tilgang kan ses i indkøbscentret Spinderiet i Valby, hvor den oprindelige bebyggelse ligeledes er genbrugt. Yderligere er Mary's prydet med moderne kunst og en strømmende underlægningsmusik, der er baseret på moderne forskning på shopping-området.
Mary's fungerer som et alternativ til strøget og byens store shoppingcenter Bryggen, der ligeledes åbnede i 2008. De to centre ligger i hver deres ende af gågaderne i Vejle.
55°42′39.91″N 9°32′7.42″Ø / 55.7110861°N 9.5353944°Ø